# (33342) 1998 WT24
1998 WT24 (asteroide 33342) é um asteroide Aton. Possui uma excentricidade de 0.41794394 e uma inclinação de 7.34261º.
Este asteroide foi descoberto no dia 25 de novembro de 1998 por LINEAR em Socorro.